# Kurt Kreiler
Kurt Kreiler (* 23. Juni 1950 in München) ist ein deutscher Autor und Dramaturg.

## Leben
Kurt Kreiler studierte Germanistik und Philosophie und promovierte über das Thema „Die Schriftstellerrepublik. Zum Verhältnis von Literatur und Politik in der Münchner Räterepublik“. Nach einer ausgedehnten publizistischen Tätigkeit arbeitete er im Wagenbach-Verlag und anderen Verlagshäusern sowie als Dramaturg an der Landesbühne Niedersachsen Nord in Wilhelmshaven.
Seit 1983 war Kreiler als freier Hörfunkautor tätig, er schrieb über 100 Features und Hörspiele für die öffentlich-rechtlichen Sender in Deutschland und Österreich.
2003 gründete er gemeinsam mit Robert Galitz den mOcean OTonVerlag. 2009 erhielt er für das Programmsegment „Zweitausendeins Dokumente“ gemeinsam mit Galitz und Till Tolkemitt den Deutschen Hörbuchpreis in der Kategorie „Beste verlegerische Leistung“.
Den O-Ton-Editionen von Gottfried Benn, Elias Canetti, Hubert Fichte, Elsa Sophia von Kamphoevener und Kurt Schwitters ließ er (zusammen mit Robert Galitz) die gesammelten „Ton- und Filmdokumente von Thomas Mann und Familie“ folgen: Der Kreis des Zauberers, 2018.
Zusammen mit Chris Hirte übersetzte Kreiler die – 1573 anonym erschienene – „erste englische Novelle“ The Adventures of Master F.I. und identifizierte sie im Rahmen einer philologisch-historischen Beweisführung als Frühwerk von Edward de Vere, 17. Earl von Oxford (1550–1604).
2009 veröffentlichte er unter dem Titel Der Mann, der Shakespeare erfand die erste deutsche Biographie des englischen Dramatikers Edward de Vere, 17. Earl von Oxford, in dem er die These vertritt, dass Oxford alias SHAKE-SPEARE die Shakespeareschen Werke schrieb. (Das Buch diente nicht als Vorlage für Roland Emmerichs Film Anonymous.)
Unter dem Titel Der zarte Faden, den die Schönheit spinnt (2013) erschien Kreilers poetische Übersetzung von Oxfords lyrischem Gesamtwerk.
Die englischsprachige Website des Literaturdetektivs stellt als einzige oxfordianische Website alle Texte der elisabethanischen Zeitgenossen zusammen, die auf Edward de Vere als Autor der Shakespeareschen Werke verweisen.

## Werke
- (Hrsg.): Fanal: Aufsätze und Gedichte von Erich Mühsam 1905–1932. Wagenbach, Berlin 1977 (Aufsatz).
- Die Schriftstellerrepublik – Zum Verhältnis von Literatur und Politik in der Münchener Räterepublik. Ein systematisches Kapitel politischer Literaturgeschichte. Guhl, Berlin 1978.
- (Hrsg.): Traditionen deutscher Justiz – Politische Prozesse 1914–1932. Berlin 1978.
- (Hrsg.): Innen-Welt – Verständigungstexte Gefangener. Frankfurt 1979.
- (Hrsg., mit Claudia Reinhardt und Peter Sloterdijk): In irrer Gesellschaft – Verständigungstexte über Psychotherapie u. Psychiatrie. Suhrkamp, Frankfurt/M. 1980. ISBN 3-518-10435-7
- (Hrsg.): Otto Gross: Von geschlechtlicher Not zur sozialen Katastrophe. Robinson, Frankfurt/M. 1980. ISBN 3-88592-005-0
- (Hrsg.): Sie machen uns langsam tot – Zeugnisse politischer Gefangener in Deutschland 1780–1980. Luchterhand, Darmstadt 1984. ISBN 3-472-61374-2
- Die drei Leben des Denis Pécic. Feature. Deutschlandfunk. 4. Juni 2004
- (Hrsg. u. Übers.): The Poems of Edward de Vere / Edward de Veres Gedichte. Laugwitz, Buchholz in der Nordheide 2005. ISBN 3-933077-17-6
- (Hrsg. mit Ingeborg Hecht): Hotel Excelsior – Tagebuch einer Spurensuche 1945/46 / Stella Silberstein (Simha Naor).  Dölling und Galitz, Hamburg 2005. ISBN 3-937904-30-1
- (Hrsg. u. Übers.): Edward de Vere: Fortunatus im Unglück. Die Aventiuren des Master F.I. Insel-Verlag, Frankfurt/M. 2006. ISBN 3-458-17316-1
- Der Mann, der Shakespeare erfand – Edward de Vere, Earl of Oxford (1550-1604). Insel-Verlag, Frankfurt/M. 2009. ISBN 3-458-17452-4
- (Übers.): William Shakespeare – Die Lieder und Gedichte aus den Stücken. Insel-Verlag, Berlin 2011. ISBN 3-458-17506-7
- Anonymous Shake-Speare – The Man Behind. Dölling und Galitz, München 2011. ISBN 3-86218-021-2
- Der zarte Faden, den die Schönheit spinnt. Hundert Gedichte von Edward de Vere, Earl of Oxford. Mit einem Vorwort ‚Shakespeare als junger Mann‘.Insel-Verlag, Frankfurt/M. 2013. ISBN 978-3-458-17587-2